# 自衛隊デジタル通信システム

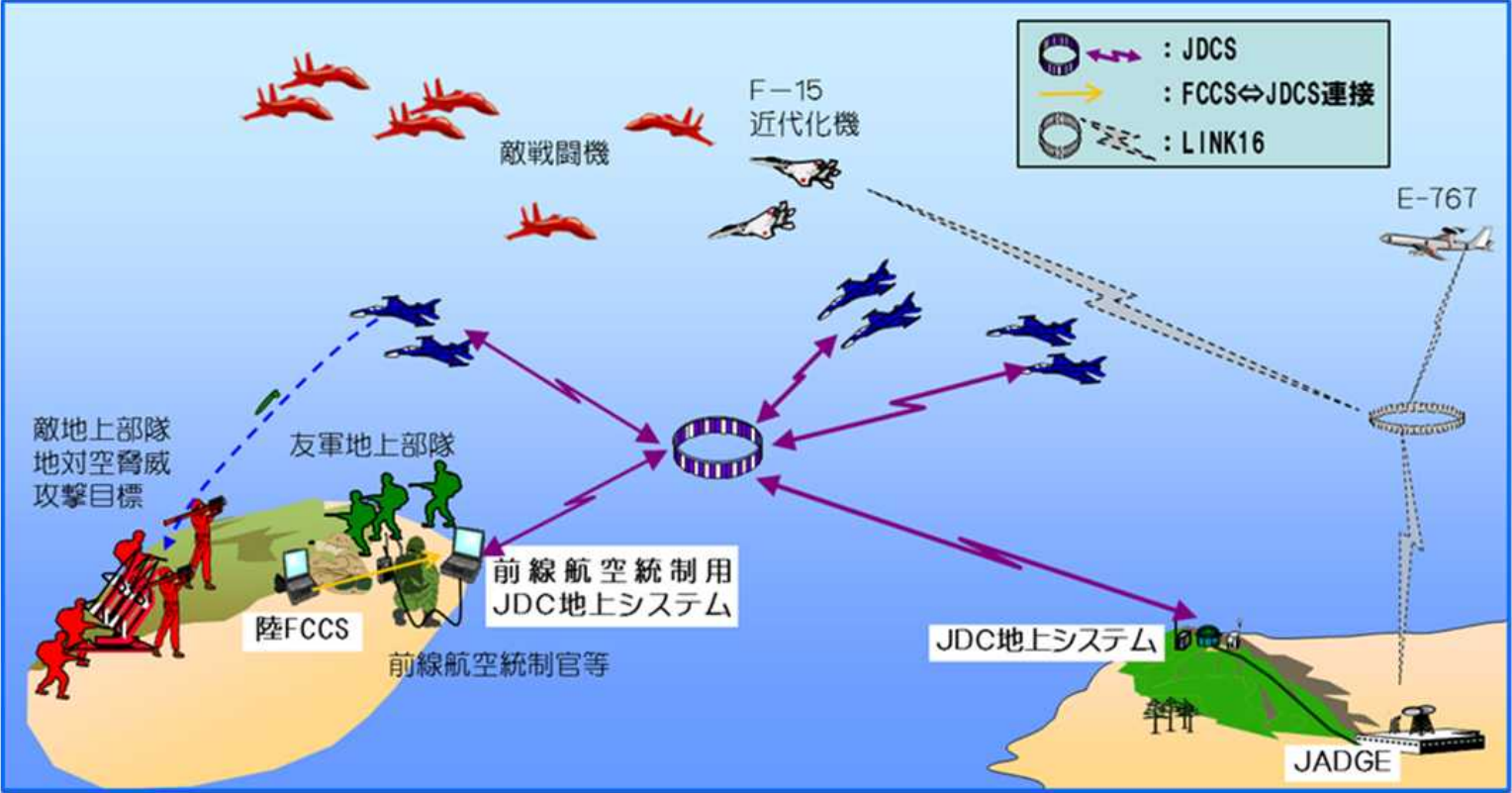
F-2戦闘機のJDCS運用イメージ

自衛隊デジタル通信システム（英語: Japan Self Defence force Digital Communication System (Fighter), JDCS(F)）とは、防衛省技術研究本部が航空自衛隊の要求に基づいて三菱重工業が主契約企業（日本電気、三菱電機、日立製作所も協力）として2008年から2014年度にかけて開発した戦術データ・リンク装置。

## 概要
JDCS(F)はリンク 16用のMIDS-LVT端末の搭載が能力的、スペース的、改修費用的に困難なF-15J Pre-MSIP機やF-2に搭載して、リンク 16対応機と同様に戦闘機間や自動警戒管制システム（JADGE）とのデータリンクを実現する。リンク 16との互換性は無いがJADGEを介することで、処理された戦術情報をE-767早期警戒管制機、F-15J近代化改修形態2型といったリンク16端末搭載機と共有でき、JADGEを中心としたネットワーク戦闘が行える。また、F-2の精密攻撃を支援するための地上とのデータリンク端末としての指揮統制用のJDC地上システム及び前線航空管制用のJDC地上システムがそれぞれ用意され陸上自衛隊の火力戦闘指揮統制システムとリンクすることで、地上部隊とのより密接な連携が可能となる。
JDCS(F)は、ソフトウェア無線であり技術研究本部が1999年から開発していた統合無線機の研究等に関する成果が生かされている。ソフトウェア無線機規格としては、アメリカ軍が統合戦術無線システム（JTRS）で採用したのと同じSCAが採用されている。また、ハードウェアの制約が少ない地上システムの各構成品には民生品を活用することにより開発リスクやコストを削減している。搭載経費はMIDS-LVT端末の半分とされる。

## 開発と配備
開発は平成20年度（2008年）より「自衛隊デジタル通信システム（戦闘機搭載用）」という名目で始められ、平成21年度（2009年）から平成24年度（2012年）にかけてシステム設計、機材の試作を実施した。
平成23年度（2011年）から平成25年度（2013年）にかけては試験を実施し、平成26年度（2014年）に開発を完了した。
開発完了を受け、平成27年度（2015年）から平成30年度にかけてF-2用に20機分が改修予算を計上される一方、F-15JのPre-MSIP（初期生産型）機に関してはそのままF-35A/Bで代替することとされ、Pre-MSIP機用の量産改修は予算計上されていない。